# Clara et Moi
Pour plus de détails, voir Fiche technique et Distribution.
Clara et Moi est un film français réalisé par Arnaud Viard,  sorti en 2004.

## Synopsis
Antoine a trente ans, le film débute sur une séance de psychanalyse à laquelle il s'est rendu, comme ça pour voir. Sur le chemin du retour, il prend le métro. À une station, une fille s'assoit en face de lui. Un rapide échange de regard, ils se jaugent, Antoine commence la "conversation" en écrivant un QCM au verso d'une des feuilles du cahier boudiné qu'il a avec lui (vous voulez prendre un verre ?  : A. ça va pas ?  B. ...). La fille répond de la même façon (vous êtes : A muet, B dragueur, C ...), la réponse d'Antoine est : "A mais jamais très longtemps", elle sourit, sa station arrive elle se lève non sans avoir griffonné son numéro de portable sur un bout de papier et le lui laisse. 
Il s'ensuit une histoire d'amour qui débute par le coup de téléphone d'Antoine, un rendez-vous Place de l'Odéon qui finit sur les Quais de Seine et une petite chanson (Si je te rencontrais au coin de la rue ...). Ils construisent leur relation, leur histoire progresse, avec les amis, la famille, les fêtes de fin d'année, etc. 
Vient le moment de passer un cap, celui de s'installer dans la durée avec ce détail pratique, le test VIH. Et là surgit l'imprévu : Clara est séropositive. La relation bascule, l'égoïsme latent d'Antoine ressurgit en force, la relation vacille, le doute s'installe, le couple se sépare. Antoine cherche en lui les raisons de se conforter dans son choix, Clara elle essaie de reprendre sa vie malgré le double traumatisme de l'annonce de la maladie et de la séparation. Poursuivant sa quête, Antoine va chez ses parents et parle à son père. Son père lui offre un livre de Rainer Maria Rilke, ils parlent et grâce à cette discussion, Antoine émerge de son doute, voit un peu plus loin que sa propre détresse face à la nouvelle de la maladie pour regarder l'évidence qu'était son couple. 
Le film se termine sur le face à face supposé de Clara et Antoine au travers d'une fenêtre.

## Fiche technique
- Titre original : Clara et Moi
- Réalisation et scénario : Arnaud Viard
- Musique : Benjamin Biolay
- Photographie : Pierre Cottereau
- Montage : Véronique Bruque
- Décors : Nicolas de Boiscuillé
- Costumes : Marine Chauveau
- Production : Benoît Habert, Laurent Lavolé, Philippe Portier, Isabelle Pragier et Arnaud Viard
- Société de production : Gloria Films, Les Mille et Une Marches et France 2 Cinéma
- Société de distribution : Pyramide Distribution
- Pays de production  :  France
- Genre : comédie dramatique
- Durée : 90 minutes
- Date de sortie :
  - France : 30 juin 2004

## Distribution
- Julie Gayet : Clara
- Julien Boisselier : Antoine
- Michel Aumont : Le père d'Antoine
- Christian Charmetant : L'analyste
- Sacha Bourdo : Alain
- Frédéric Pierrot : Étienne
- Pascale Arbillot : Isabelle
- Antoine Duléry : BT
- Sophie Mounicot : Géraldine
- Riton Liebman : Didier
- Marianne Viard : Marianne
- Cyril Bedel : Benoît
- Marie-Laure Copie : Marie-Laure
- Anne Didier : Coco
- Marc Prin : Stéphane
- Romain Rondeau : François
- Vincent Colombe : Le directeur de casting
- Vincent Dutel : Le barman
- Sophie de Vézières : La blonde du café
- Gaëlle Nayt : Marie
- Guillaume Husson : L'ingénieur du son
- Alexandra Martinez : Clara enfant
- Martine Diotalevi : L'amie d'enfance
- Brice Fournier : Ami d'anniversaire

## Bande originale
- Tombe la neige - Les Avions
- Au Coin du Monde - Keren Ann

## Autour du film
- Fanfan d'Alexandre Jardin est nommément lu et cité par Julie Gayet dans le film (source : générique).
- Le livre offert dans le film à Julien Boisselier est Les Cahiers de Malte Laurids Brigge de Rainer Maria Rilke